# Howard Automobile Company (New York)
Howard Automobile Company, vorher Trojan Launch & Automobile Works, war ein US-amerikanischer Hersteller von Automobilen und Motoren aus dem Bundesstaat New York.

## Unternehmensgeschichte
William S. Howard experimentierte an Automobilen und stellte 1895 den ersten Prototyp fertig. 1901 begann die Serienproduktion. Zunächst fertigte die Grant-Ferris Company die Fahrzeuge für ihn. Im gleichen Jahr gründete er Trojan Launch & Automobile Works in Troy. Er stellte neben Automobilen auch Motoren her. Der Markenname lautete Howard. 1903 kam ein Modell der kurzlebigen Marke Trojan dazu.
1903 folgte die Umfirmierung in Howard Automobile Company und der Umzug nach Yonkers. Der Trojan wurde aufgegeben.
Im November 1904 übernahm Charles L. Seabury das Unternehmen. Der Sitz befand sich nun in Morris Heights in der Bronx. Budd G. Gray überarbeitete ein Modell von Howard. Der Markenname änderte sich auf Seabury.
1905 endete die Produktion. Howard wechselte daraufhin zur Gas Engine & Power Company.
Weitere US-amerikanische Hersteller von Personenkraftwagen der Marke Howard waren: Howard Automobile Company aus New Jersey, Howard Motor Works, Howard Automobile Company aus Michigan, Central Car Company, A. Howard Company und Howard Motors Corporation.

## Fahrzeuge
Zumindest einige Motoren kamen von der Gas Engine & Power Company.

### Markenname Howard
Das einzige Modell der Jahre von 1901 bis 1902 hatte einen Einzylindermotor mit 5 PS Leistung. Die Fahrzeuge waren als offene Runabout karosseriert.
Von 1903 bis 1904 standen vier verschiedene Modelle im Sortiment. No. 1 hatte einen Zweizylindermotor mit 8 PS Leistung und ein Fahrgestell mit 213 cm Radstand. Aufbauten waren Runabout und Tonneau. No. 2 war ein Lieferwagen auf dem gleichen Fahrgestell, dessen Motorleistung auf 12 PS erhöht war. No. 3 hatte einen Dreizylindermotor mit 12 PS Leistung, ein Fahrgestell gleicher Länge und einen Aufbau als Tourenwagen. No. 4 war das Spitzenmodell. Es hatte einen Vierzylindermotor mit 24 PS Leistung. Zur Wahl standen Tourenwagen mit 229 cm Radstand, Coupé mit 244 cm Radstand und Tonneau mit 267 cm Radstand.

### Markenname Trojan
Der Trojan von 1903 hatte einen Zweizylindermotor. Er war als Runabout karosseriert.

### Markenname Seabury
Der Seabury basierte auf dem Howard No. 4 Tonneau. In Bezug auf Motor, Motorleistung und Radstand gab es keine Unterschiede. Der Tonneau bot Platz für fünf Personen.

## Modellübersicht
| Jahr      | Marke   | Modell | Zylinder | Leistung (PS) | Radstand (cm) | Aufbau            |
| --------- | ------- | ------ | -------- | ------------- | ------------- | ----------------- |
| 1901–1902 | Howard  |        | 1        | 5             |               | Runabout          |
| 1903–1904 | Howard  | No. 1  | 2        | 8             | 213           | Runabout, Tonneau |
| 1903–1904 | Howard  | No. 2  | 2        | 12            | 213           | Lieferwagen       |
| 1903–1904 | Howard  | No. 3  | 3        | 12            | 213           | Tourenwagen       |
| 1903–1904 | Howard  | No. 4  | 4        | 24            | 229           | Tourenwagen       |
| 1903–1904 | Howard  | No. 4  | 4        | 24            | 244           | Coupé             |
| 1903–1904 | Howard  | No. 4  | 4        | 24            | 267           | Tonneau           |
| 1903      | Trojan  |        | 2        |               |               | Runabout          |
| 1904–1905 | Seabury |        | 4        | 24            | 267           | Tonneau 5-sitzig  |